# Argo (mythologie)

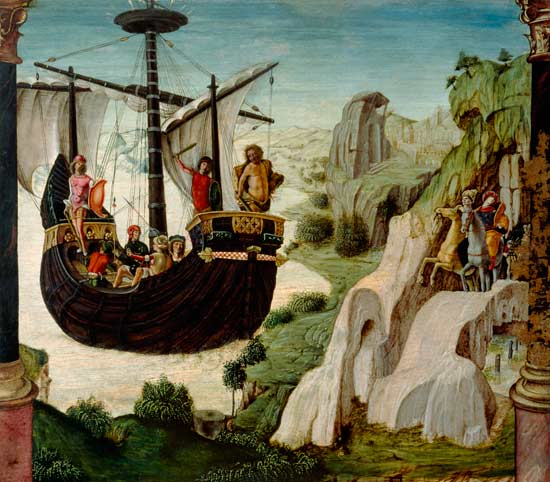
De Argo
(ca. 1490), Lorenzo Costa, Musei civici di Padova

De Argo (Oudgrieks: ἡ Ἀργώ, "de Snelle") was in de Griekse mythologie het schip van de Argonauten, waarop ze onder leiding van Jason naar Colchis voeren.
De Argo dankt zijn naam aan de bouwer van het schip: Argos.
De Argo werd door de godin Athena (godin van onder andere de wijsheid) voorzien van extra stevige verdediging en een sprekende balk die later goed van pas kwamen.
De Argo werd ook Jasons dood, want toen hij eens in Korinthe onder het wrak van het schip lag te slapen, stortte het schip in elkaar en verpletterde hem.

## Afbeeldingen

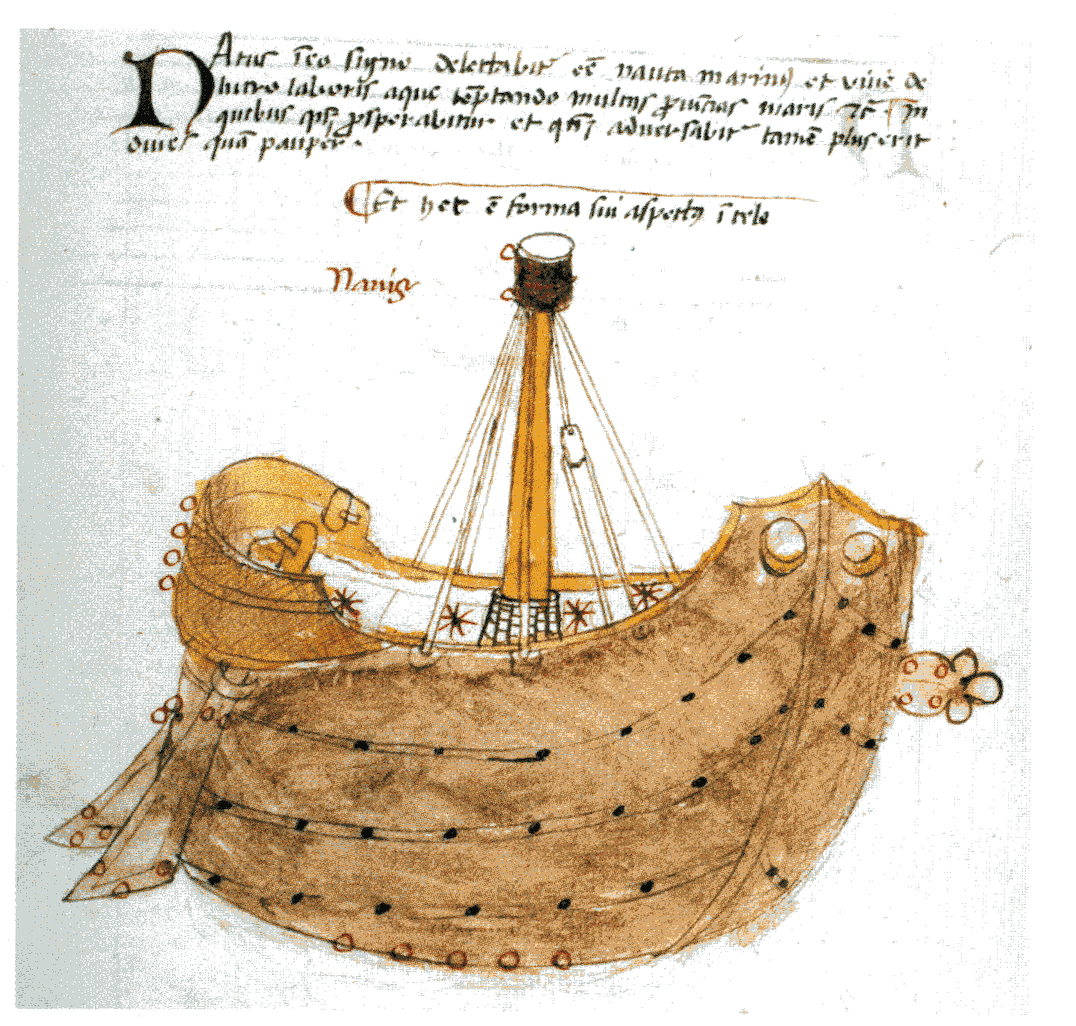
Het schip Argo
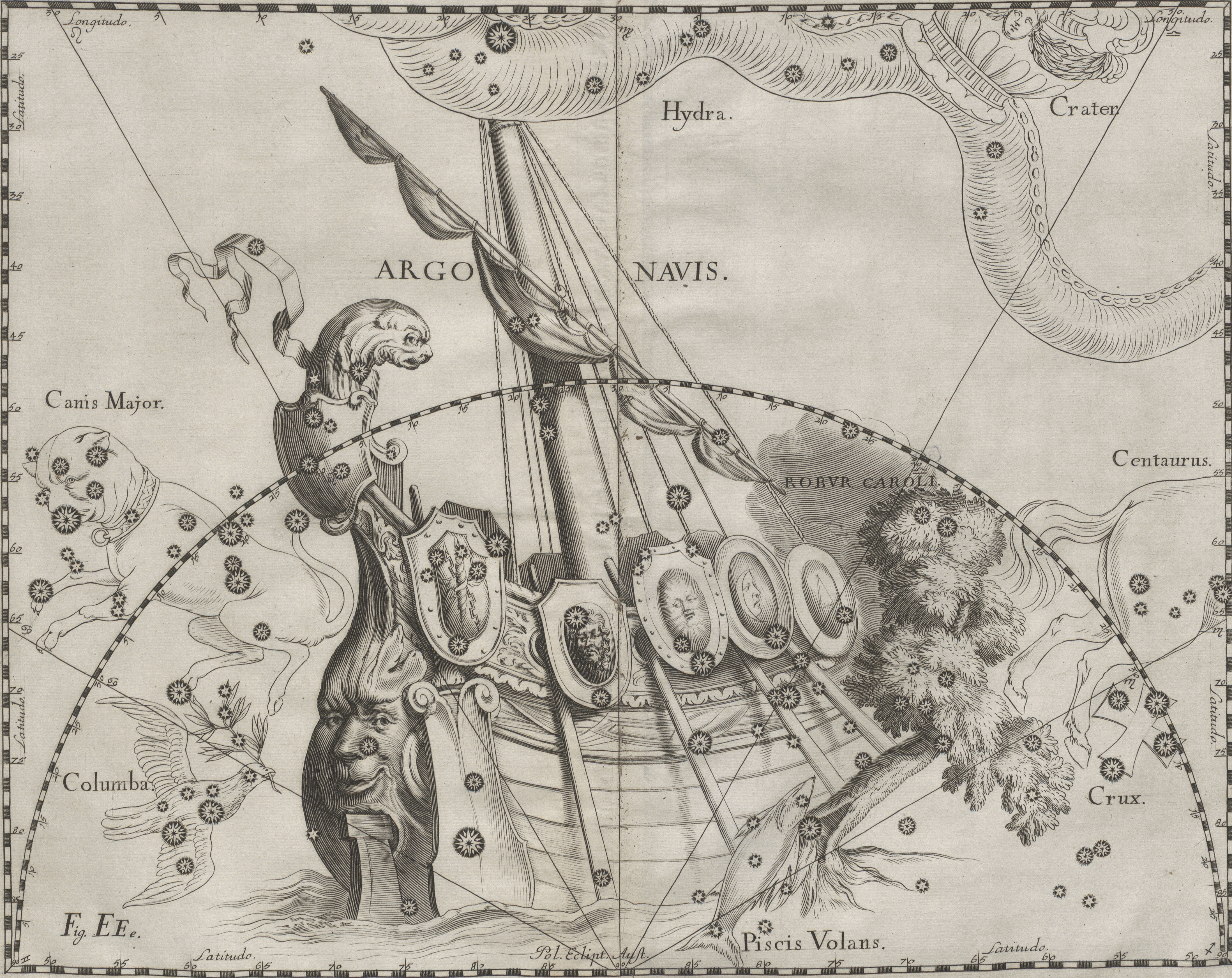
Het schip Argo (sterrenbeeld) (1690), Jan Heweliusz, Nationale Bibliotheek van Polen
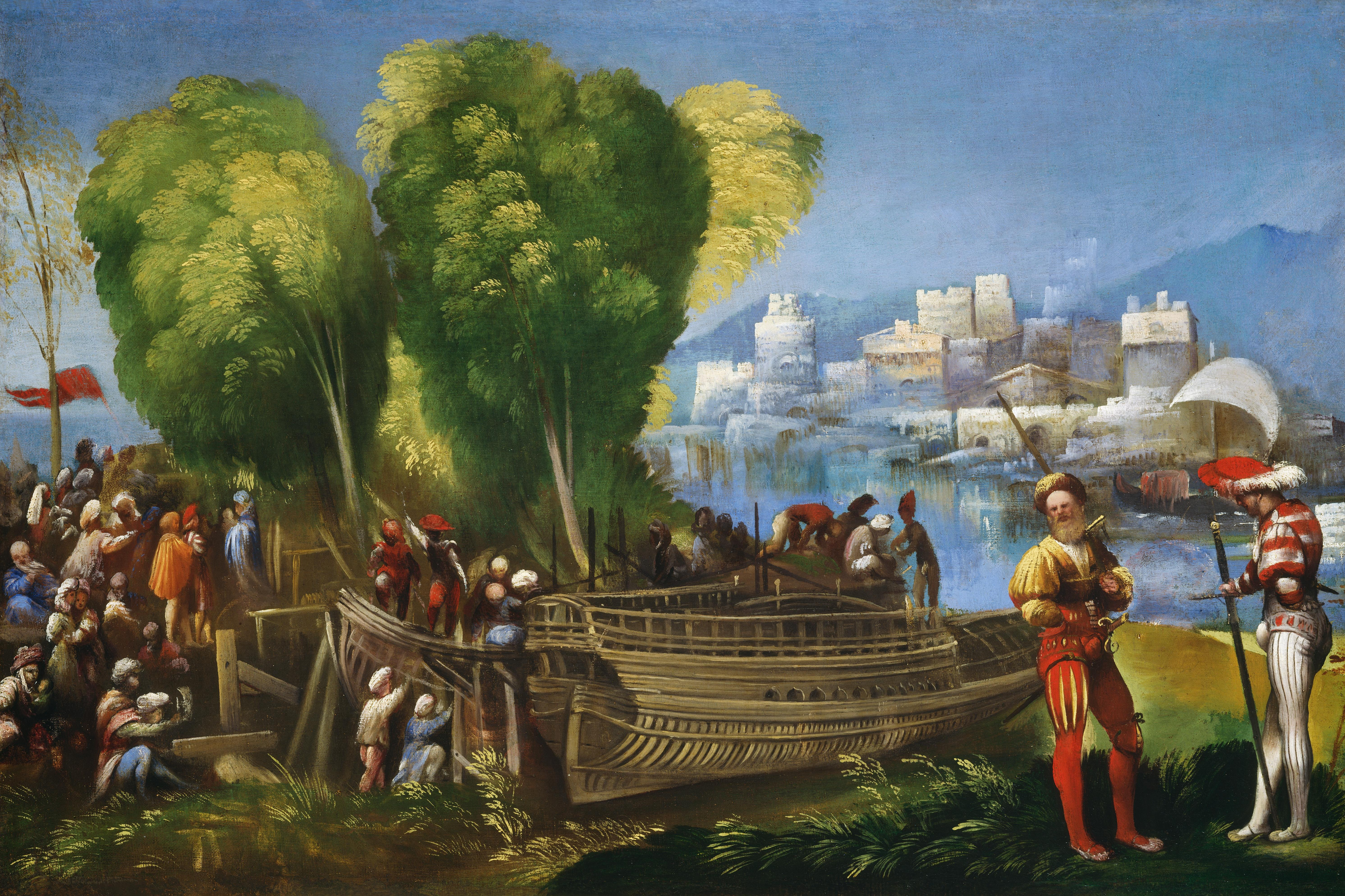
Het vertrek van de Argonauten op de Argo (ca. 1520), Dosso Dossi, National Gallery of Art